# Математичні дослідження (журнал)
«Studia Mathematica» — журнал, присвячений лише одній галузі математики: функціональному аналізу. Створений Стефаном Банахом та Гуго Штейнгаузом у 1929 році у Львові.
Сьогодні цей журнал видається Інститутом математики Польської академії наук, ISSN: 0039-3223 (p) 1730-6337 (e). Вона публікує лише статті, написані на французькій, німецькій, англійській або російській мовах, і всі статті, що публікуються в ній, індексуються та описуються в математичних оглядах.

## Теми та редакційний комітет
Журнал публікує оригінальні наукові роботи в області функціонального аналізу та абстрактних методів математичного аналізу та теорії ймовірностей.
Склад редакційної комісії журналу (станом на 2015 рік): Чеслав Бессага, Збіґнєв Цесієльського, Павел Доманьський, Тадеуш Фігіль, Анна Камонта, Станіслав Квапєнь, Рафал Латала, Маріуш Леманчик, Кшиштоф Олешкевич, Фелікс Пшитицький, Чеслав Рилль-Нарджевський, Адам Скальський, Станіслав Ю. Шарек, Ніколь Томчак-Ягерманн, Юрій Томілов, Міхал Войцеховський, Ярослав Земанек та Вєслав Зелако.
Адреса редакції: Студія математики, вул. Аденадетських, 8, 00-956 Варшава.

## Історія
Заснована у 1929 році як орган Львівської школи математики, за короткий час стала одним з найважливіших журналів у сфері функціонального аналізу у світі.
Під час Другої Польської Республіки було видано 9 томів журналу. Лист до початку другої світової війни був виданий у Львові, після закінчення війни він був відновлений, а у 1948 році був опублікований 10-й том дослідження Mathematica. Журнал друкується безперервно до сьогодні (том 208 був опублікований у 2012 році).

## Дивитися
- Журнали, опубліковані Математичним інститутом Польської академії наук:
  - Фундаментальна математика;
  - Acta Arithmetica;
  - Annales Polonici Mathematici;
  - Застосування Mathematicae;
  - Бюлетень польської академії. Sci. Математика;
  - Colloquium Mathematicum;
  - Dissertationes Mathematicae.

- Логотип PTM:
  - Коментар Mathematicae;
  - Математичні новини;
  - Прикладна математика («Прикладна математика») польською мовою;
  - Fundamenta Informaticae;
  - Дидактика математики;
  - Антикітує Mathematicae.

- Львівська школа математики;
- Краківська школа математики;
- Варшавська школа математики.